# Seth Rogen
Seth Rogen [sɛθ ɹoʊɡən] est un acteur, humoriste, producteur, scénariste et réalisateur canadien, né le 15 avril 1982 à Vancouver.
Ayant débuté très jeune dans le stand-up, il est remarqué et révélé par Judd Apatow qui le fait jouer dans deux séries : Freaks and Geeks (1999-2000), suivi des Années campus (2001-2003), puis le lance au cinéma en lui confiant un second rôle dans sa comédie 40 ans, toujours puceau (2005), puis En cloque, mode d'emploi (2007), qui le lance comme tête d'affiche comique.
Il enchaîne avec plusieurs projets comiques - Zack et Miri font un porno (2008), Funny People (2009), The Green Hornet (2011), Maman, j'ai raté ma vie (2012) - et dramatiques - 50/50 (2011), Take This Waltz (2012) et Steve Jobs (2015).
Mais c'est comme scénariste et producteur, en association avec James Franco et Evan Goldberg qu'il confirme. Ensemble, ils développent les comédies SuperGrave (2006) et Délire express (2008). Puis il co-réalise C'est la fin (2013) et L'Interview qui tue ! (2014).
Finalement, il connaît un gros succès avec les comédies potaches Nos pires voisins (2014) et sa suite, Nos pires voisins 2 (2016), toutes deux réalisées par Nicholas Stoller.

## Biographie

### Jeunesse et scolarité
Seth Rogen est né et a grandi à Vancouver, en Colombie-Britannique, au sein d’une famille juive ashkénaze aux origines russe et ukrainienne. Il est le fils de Sandy (née Belogus), assistante sociale, et de Mark Rogen, qui travaille pour une association à but non lucratif et en tant que directeur adjoint d'un cercle d'ouvriers. Il a également une sœur aînée, Danya, qui est travailleuse sociale.
Il est scolarisé à la Vancouver Talmud Torah Elementary School puis à l'école secondaire de Point Grey (bien qu'il n'ait jamais obtenu un diplôme), intégrant un grand nombre de ses camarades dans son écriture.
Il a également fait du stand-up au Camp Miriam, dans un mouvement de jeunesse juive (Habonim Dror).
Ses débuts dans le stand-up se font véritablement lorsqu'il a 12 ans. Un an plus tard, il écrit avec son ami Evan Goldberg ce qui va être le scénario de SuperGrave, reflétant des morceaux de leur enfance et leur père.

### Carrière

#### Débuts à Hollywood
Avec son humour pince-sans-rire, il se classe deuxième au Vancouver Amateur Comedy Contest à 16 ans, puis part à Los Angeles pour continuer dans le stand-up.
Après son arrivée à Los Angeles, il obtient son premier rôle, celui du "Freak" cynique et acerbe Ken Miller, en 1999 dans la série Freaks and Geeks, co-produite par Judd Apatow, impressionné par les compétences d'improvisation du jeune homme, avec lequel il va se lier d'amitié et l'engager pour ce rôle. La série s'arrête au bout d'une saison mais obtient le statut de série culte.
Apatow lui offre un rôle similaire à Freaks and Geeks dans la série Les Années campus, qui s'arrête également au bout d'une saison. Son dernier rôle à la télévision est une apparition à la série Dawson. À la suite de l'annulation de sa deuxième série en 2002, Rogen a développé une attitude amère envers la télévision, ne voulant pas participer à une autre série à moins qu'Apatow ne soit impliqué.
Ses débuts au cinéma se font en 2001 avec le film culte Donnie Darko, où il est une des deux brutes du lycée, suivi de Présentateur vedette : La Légende de Ron Burgundy, première collaboration cinématographique avec Apatow (producteur du film), où Rogen incarne le cadreur de Veronica Corningstone (Christina Applegate).

#### Révélation comique au cinéma

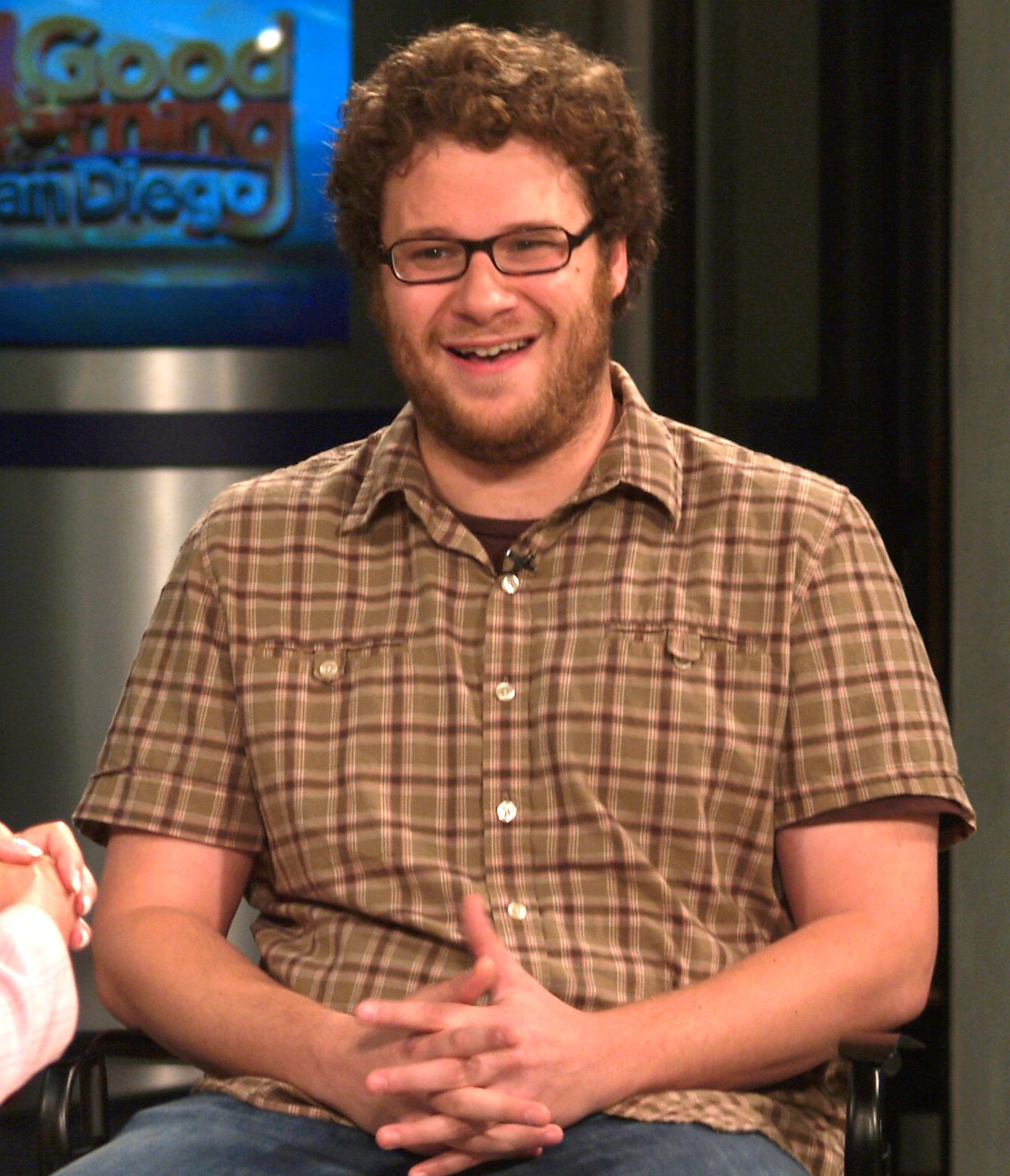
En juillet 2007, pour la promotion de En cloque, mode d'emploi

Mais ce n'est qu'en 2005 que le jeune comédien va se faire connaître du grand public. En effet, il incarne l'un des trois amis de Steve Carell (qui est aussi le coscénariste) dans le film 40 ans, toujours puceau, première réalisation de Judd Apatow qui le coproduit également. Le film obtient un énorme succès aux États-Unis avec 177 millions de dollars de recettes dans le monde pour un budget de 26 millions et obtient les faveurs de la critique.
Il enchaîne aussitôt sur une comédie, qui sera son genre de prédilection, où il est l'ami d'Owen Wilson et de Matt Dillon dans le film Toi et moi... et Dupree. Puis il prête sa voix au personnage du Capitaine du bateau dans Shrek le troisième.
Mais c'est en 2007 qu'il va se retrouver pour la première fois tête d'affiche au côté de Katherine Heigl dans En cloque, mode d'emploi, réalisé par son complice Apatow. Rogen, également producteur exécutif du film, incarne Ben Stone, glandeur professionnel qui est confrontée à la grossesse d'une femme avec qui il a couché une nuit. La comédie rencontre les faveurs de la critique et obtient un énorme succès commercial avec 219 millions de dollars de recettes mondiales pour un budget de 33 millions de dollars, dépassant 40 ans, toujours puceau de 42 millions de dollars.
La même année, il incarne l'un des deux officiers de police (avec Bill Hader) dans SuperGrave, dont il a écrit le scénario avec Evan Goldberg. Tourné pour un budget modeste avec un casting sans star, le film obtient un triomphe aux États-Unis. Il prête sa voix à un des personnages des Chroniques de Spiderwick et pour la télévision, il double un personnage de la série d'animation American Dad!.

#### Confirmation en demi-teinte

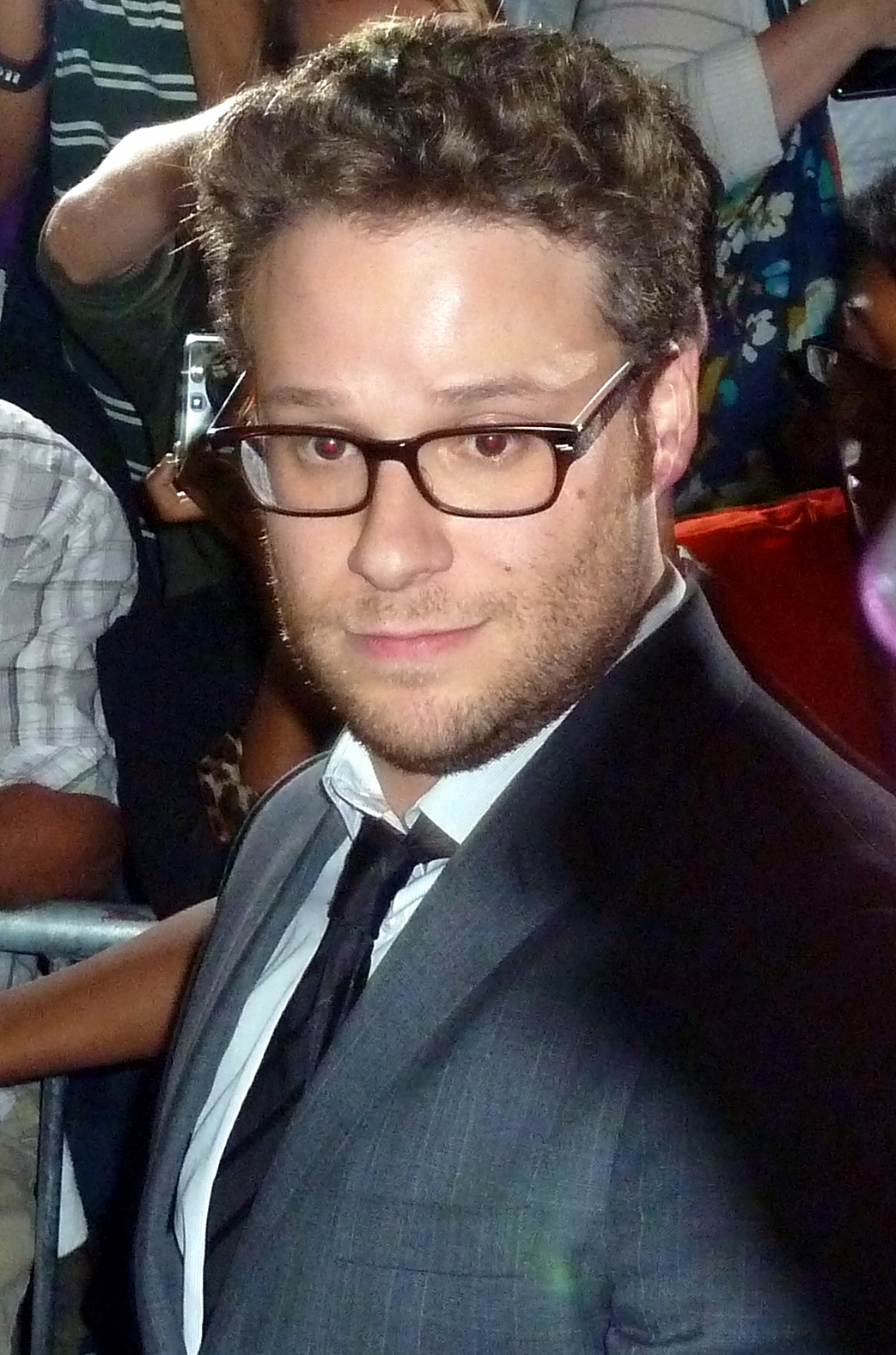
L'acteur au Festival de Toronto 2011, pour la présentation de 50/50.

En 2008, il co-écrit le scénario de Drillbit Taylor, garde du corps, avec Owen Wilson dans le rôle principal, et double deux personnages de film d'animation (Morton dans Horton et Maître Mante dans Kung Fu Panda) et fait des apparitions dans les films Frangins malgré eux et Fanboys.
La même année, il coécrit le film Délire Express, dans lequel il incarne Dale Denton, un fumeur de marijuana qui se trouve traqué avec son dealer (James Franco) par des tueurs après avoir été témoin d'un meurtre. Le film obtient un grand succès auprès du public et de la critique. Il partage ensuite la vedette avec Elizabeth Banks dans Zack et Miri font un porno.
En 2009, il tourne pour la troisième fois sous la direction d'Apatow dans Funny People, dans lequel il incarne Ira, un jeune homme qui veut percer dans le stand-up, dont un comédien célèbre égocentrique (Adam Sandler) l'engage et devient son mentor. Bien que le film ait obtenu des bonnes critiques, le film, d'un ton plus dramatique par rapport aux deux films que Rogen a fait avec Apatow, n'obtient pas le succès escompté. La même année, il devient la guest star du premier épisode de la 21e saison des Simpson, en prêtant sa voix au personnage de Lyle McCarthy, épisode pour lequel il a écrit le scénario avec son ami d'enfance Evan Goldberg.
En 2011, il prête sa voix au personnage de Paul dans le film du même nom, réalisé par Greg Mottola, le réalisateur de SuperGrave.
Sa carrière prend une nouvelle dimension l'année d'après, où il cette fois choisi pour être la tête d'affiche d'un blockbuster. Il est en effet entouré de Cameron Diaz, Christoph Waltz et Jay Chou pour The Green Hornet. Le film est réalisé par Michel Gondry, pour qui c'est aussi le premier blockbuster. L'acteur perd une vingtaine de kilos pour ce rôle, et co-signe le scénario avec Goldberg. Mais la collaboration s'avère difficile, et le film est considéré comme une déception. Avec le recul, l'acteur qualifie cette première collaboration avec un studio de "véritable cauchemar", durant laquelle le budget était mal maîtrisé, et où ni le réalisateur, ni les scénaristes n'étaient préparés à un tel interventionnisme de la production .
Il se distingue néanmoins cette même année 2011 par sa participation à la comédie dramatique 50/50, de Jonathan Levine, où il joue le meilleur ami du personnage principal incarné par Joseph Gordon-Levitt, lors de son parcours de combattant contre le cancer. Loin des comédies potaches, il témoigne d'une maturité de jeu. Ce film indépendant, qu'il co-produit également, est acclamé par la critique .
La même année, il joue les guest-stars dans le clip des Beastie Boys pour le titre Make Some Noise, prêtant ses traits à l'un des musiciens.

#### Passage à la réalisation et succès

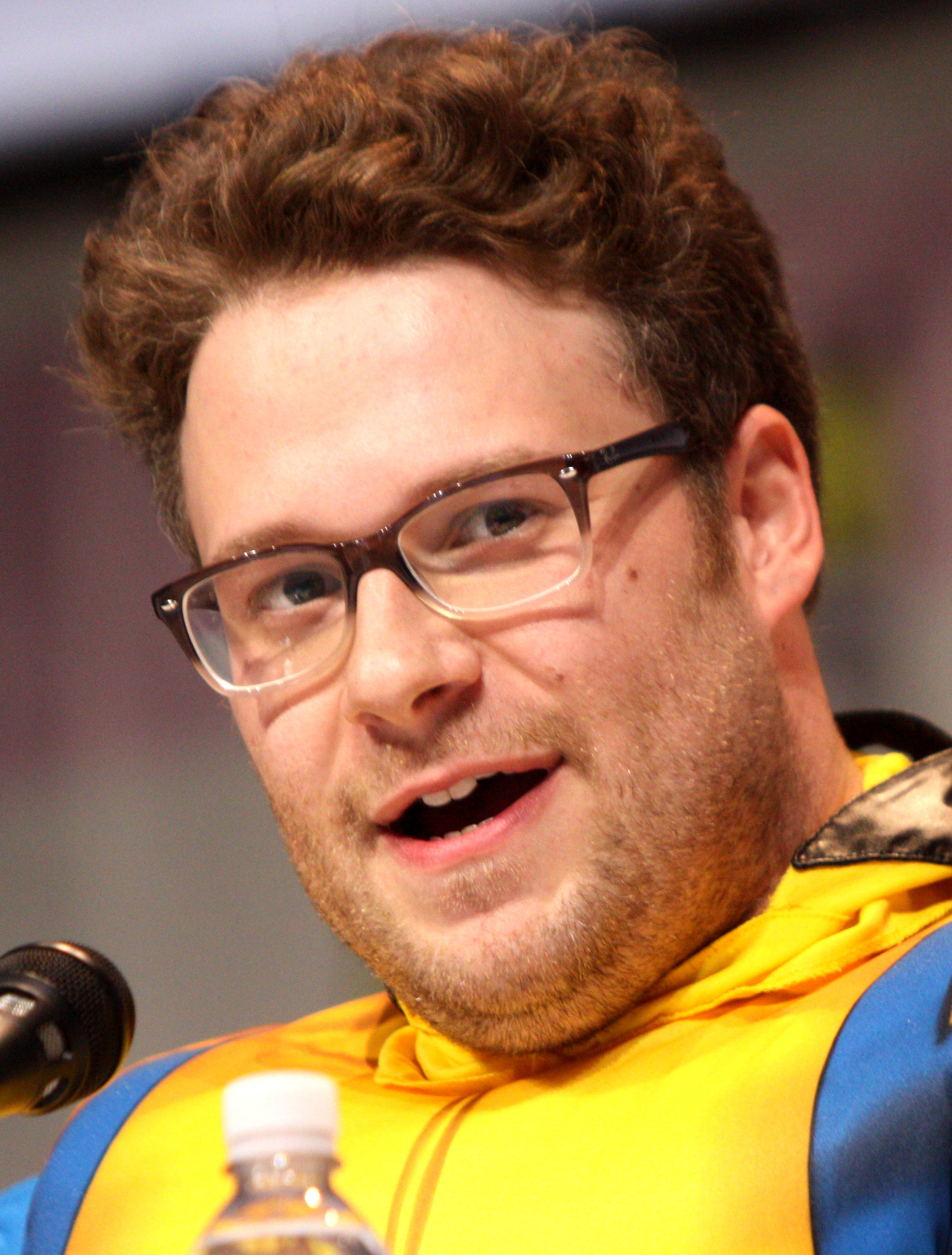
Rogen pour la promotion de sa première co-réalisation, C'est la fin, au WonderCon 2013, à Anaheim.

En 2013, il collabore avec James Franco une seconde fois pour la comédie apocalyptique C'est la fin dont il signe le scénario avec Evan Goldberg mais également la production et la réalisation. Pour cette satire de la vie hollywoodienne, le trio s'entoure de nombreux visages des productions Apatow, qui acceptent tous de jouer des versions exagérées d'eux-mêmes. Leurs performances respectives remportent l'adhésion de la critique .
En 2014, il est à l'affiche de deux comédies aux destins très différents : Nos pires voisins de Nicholas Stoller, un collaborateur fréquent d'Apatow. Quant à lui, il ne fait que produire et jouer dans ce film aux côtés de Zac Efron, Rose Byrne et...Dave Franco. Le succès au box-office est énorme , et la mise en chantier d'une suite officialisée en février 2015.
Son autre comédie, L'Interview qui tue ! marque la troisième formation du trio Rogen/James Franco/Evan Goldberg. Mais cette satire du régime nord-coréen, qu'il co-réalise avec Goldberg, voit sa sortie annulée et reportée par le studio en raison de cyberattaques . Le film ne parvient alors pas à rentrer dans ses frais, peu aidé par une critique très divisée .

#### Producteur de séries

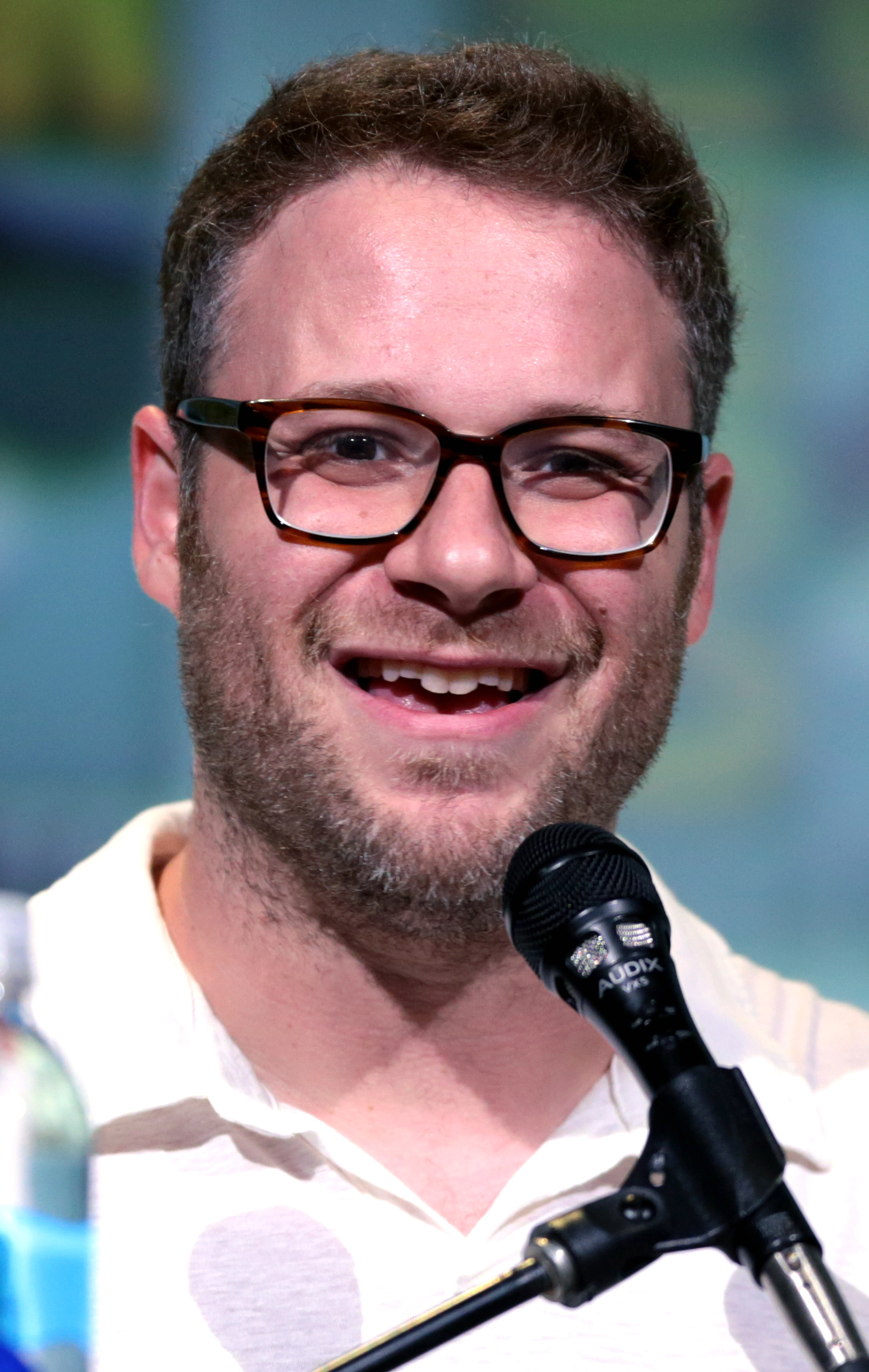
L'acteur au San Diego Comic-Con 2016, pour la promotion de Saucisse Party, qu'il co-scénarise.

En 2015, il se distingue pour la première fois dans un registre vraiment dramatique, en incarnant Steve Wozniak dans le biopic Steve Jobs, réalisé par Danny Boyle.
Parallèlement, il poursuit ce virage dramatique cette fois comme scénariste et producteur : avec Evan Goldberg, il participe à l'écriture et au développement d'une adaptation télévisée du comics Preacher, pour la chaîne câblée AMC /. Le tandem co-réalise plusieurs épisodes de la série. Avec Goldberg, il co-scénarise aussi le film d'animation pour adultes Saucisse Party. Ces deux projets sont révélés au grand public durant l'année 2016, parallèlement à la sortie de la suite à succès, Nos pires voisins 2, toujours sous la direction de Nicholas Stoller.
Parallèlement, il participe à différents projets de son ami et collaborateur James Franco : la satire The Disaster Artist (2017), puis la comédie indépendante Zeroville (2018). Il partage aussi l'affiche de la comédie romantique Tel père avec Kristen Bell, sous la direction de sa propre femme, Lauren Miller Rogen.
L'année 2019 débute par ses retrouvailles avec le réalisateur Jonathan Levine : pour Séduis-moi si tu peux !, il a pour partenaire la star Charlize Theron. Puis il joue dans un épisode de la série fantastique The Twilight Zone - La Quatrième Dimension, diffusé en avril 2019.
Durant l'été, il double Pumbaa dans l'adaptation en live-action Le Roi lion. Il est aussi le co-scénariste avec Evan Goldberg d'une nouvelle série fantastique, The Boys. Il développe ensuite une autre série, The Studio, diffusée en 2025 sur Apple TV+.

### Vie privée

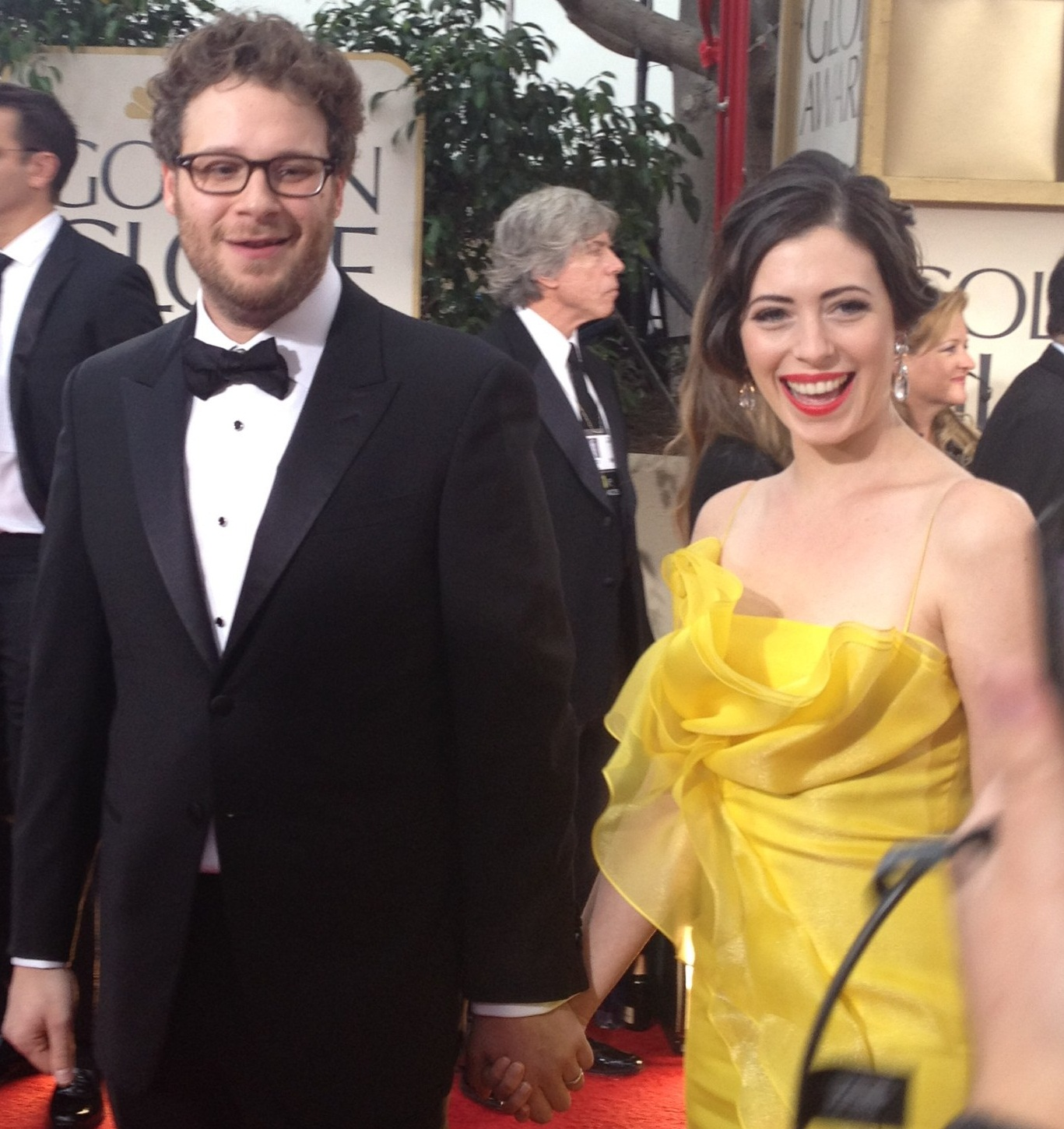
Seth Rogen et son épouse Lauren Miller, lors des Golden Globes, en janvier 2012.

Il réside depuis l'âge de 16 ans à Los Angeles.
Depuis 2004, il est le compagnon de l'actrice, productrice, réalisatrice et scénariste Lauren Miller. Après s'être fiancés en septembre 2010, ils se sont mariés le 2 octobre 2011 dans le comté de Sonoma, en Californie.

## Vie publique
Selon un article de Forbes sur un échantillon de films sortis durant une période de 2005 à 2009, Seth Rogen est l'acteur le plus rentable du cinéma hollywoodien avec plus de 892 millions de dollars de recettes sur 12 films, dont des doublages de films d'animation,.
Le 26 février 2014, Rogen apparaît devant un sous-comité du Sénat américain pour témoigner de son expérience vis-à-vis de la maladie d'Alzheimer et évoquer face aux sénateurs et en direct sur C-SPAN sa fondation, Hilarity for Charity. Le 17 octobre 2015, Seth Rogen, sa femme et James Franco organisent la Bar Mitzvah de ce dernier à l'Hollywood Palladium, en compagnie de milliers de fans. Les fonds récoltés lors de cette soirée ont été reversés à l'association Hilarity for Charity.
Le 27 mars 2019, il annonce le lancement de Houseplant, une entreprise canadienne spécialisée dans la production de cannabis.
Porteur d'un syndrome de Gilles de La Tourette et d'un trouble du déficit de l'attention avec ou sans hyperactivité, il présente cette drogue comme  thérapeutique.

## Filmographie

### Acteur

#### Films
- 2001 : Donnie Darko de Richard Kelly : Ricky Danforth
- 2004 : Présentateur vedette : La Légende de Ron Burgundy (Anchorman: The Legend of Ron Burgundy) d'Adam McKay : Scottie, le cadreur
- 2004 : Wake Up, Ron Burgundy: The Lost Movie d'Adam McKay : Scottie, le cadreur (vidéo)
- 2005 : 40 ans et encore puceau (The 40 Year Old Virgin) de Judd Apatow : Cal
- 2006 : Toi, moi et Dupree (You, Me and Dupree) d'Anthony et Joe Russo : Neil
- 2007 : En cloque, mode d'emploi (Knocked Up) de Judd Apatow : Ben Stone
- 2007 : Jay and Seth versus the Apocalypse de Jason Stone : Seth (court métrage)
- 2007 : SuperGrave (Superbad) de Greg Mottola : M. Michaels
- 2008 : Fanboys de Kyle Newman : Amiral Seasholtz / Alien / Roach
- 2008 : Délire Express (Pineapple Express) de David Gordon Green : Dale Denton
- 2008 : Frangins malgré eux (Step Brothers) d'Adam McKay : un employeur lors d'un entretien d'embauche
- 2008 : Zack et Miri font un porno (Zack and Miri Make a Porno) de Kevin Smith : Zack Brown
- 2008 : Les Chroniques de Spiderwick (The Spiderwick Chronicles), de Mark Waters : Hogsequal (voix)
- 2009 : Paper Heart de Nicholas Jasenovec : lui-même
- 2009 : Money Shots de Joey Figueroa et Zak Knutson : lui-même (vidéo)
- 2009 : Observe and Report de Jody Hill : Ronnie Barnhardt
- 2009 : Funny People de Judd Apatow : Ira Wright
- 2010 : Jake Gyllenhaal Challenges the Winner of the Nobel Peace Prize de Diran Lyons : Ricky Danforth (court métrage - images d'archives)
- 2011 : The Green Hornet de Michel Gondry : Brit Reid / The Green Hornet
- 2011 : 50/50 de Jonathan Levine : Kyle
- 2011 : Take This Waltz de Sarah Polley : Lou Rubin
- 2011 : Paul, de Greg Mottola : Paul (voix)
- 2012 : American Sexy Phone (For a Good Time, Call...) de Jamie Travis : capitaine Jerry
- 2012 : Maman, j'ai raté ma vie (The Guilt Trip) d'Anne Fletcher : Andy Brewster
- 2013 : C'est la fin (This Is the End) de lui-même et Evan Goldberg : lui-même
- 2014 : Nos pires voisins (Neighbors) de Nicholas Stoller : Mac Radner
- 2014 : The Sound and the Fury de James Franco : l'opérateur du télégraphe (caméo)
- 2014 : 22 Jump Street de Phil Lord et Chris Miller : Morton Schmidt (caméo dans le générique de fin)
- 2014 : L'Interview qui tue ! (The Interview) de lui-même et Evan Goldberg : Aaron Rappaport
- 2015 : The Night Before de Jonathan Levine : Isaac
- 2015 : Steve Jobs de Danny Boyle : Steve Wozniak
- 2016 : Nos pires voisins 2 de Nicholas Stoller : Mac Radner
- 2017 : The Disaster Artist de James Franco : Sandy Schklair
- 2019 : Séduis-moi si tu peux ! (Long Shot) de Jonathan Levine : Fred Flarsky
- 2019 : Zeroville de James Franco : Viking Man
- 2020 : American Pickle (An American Pickle) de Brandon Trost : Herschel Greenbaum / Ben Greenbaum
- 2022 : The Fabelmans de Steven Spielberg : Benny Loewy
- 2022 : Tic et Tac, les rangers du risque (Chip 'n Dale: Rescue Rangers) d'Akiva Schaffer : Bob (voix)
- 2023 : Dumb Money de Craig Gillespie
- 2025 : Good Fortune d'Aziz Ansari : Jeff
- 2026 : The Invite d'Olivia Wilde

#### Films d'animation
- 2007 : Shrek le troisième (Shrek the Third), de Chris Miller et Raman Hui : le capitaine du navire
- 2008 : Horton (Dr. Seuss' Horton Hears a Who!), de Jimmy Hayward et Steve Martino : Morton
- 2008 : Kung Fu Panda, de Mark Osborne et John Stevenson : Maître Mante
- 2009 : Monstres contre Aliens (Monsters vs. Aliens), de Conrad Vernon : B.O.B.
- 2009 : B.O.B.'s Big Break (vidéo), de Robert Porter : B.O.B.
- 2009 : Monstres contre Aliens: Mutant Pumpkins from Outer Space, de Peter Ramsey : B.O.B.
- 2010 : Kung Fu Panda : Bonnes fêtes (Kung Fu Panda Holiday) : Maître Mante
- 2011 : Kung Fu Panda 2, de Jennifer Yuh (en) : Maître Mante
- 2016 : Kung Fu Panda 3 de Jennifer Yuh Nelson : Maître Mante
- 2016 : Saucisse Party de Greg Tiernan et Conrad Vernon : Frank
- 2019 : Le Roi lion (The Lion King) de Jon Favreau : Pumbaa
- 2023 : Super Mario Bros. le film d'Aaron Horvath et Michael Jelenic : Donkey Kong
- 2023 : Ninja Turtles: Teenage Years (Teenage Mutant Ninja Turtles: Mutant Mayhem) de Jeff Rowe et Kyler Spears : Bebop
- 2024 : Mufasa : Le Roi lion (Mufasa: The Lion King) de Barry Jenkins : Pumbaa
- 2025 : La Ferme des animaux (Animal Farm) d'Andy Serkis : Napoleon

#### Téléfilms
- 2001 : North Hollywood de Judd Apatow
- 2005 : Early Bird de Paul Feig : Bart
- 2007 : Assume the Position 201 with Mr. Wuhl de Robert Wuhl : lui-même

#### Séries télévisées
- 1999-2000 : Freaks and Geeks : Ken Miller (17 épisodes)
- 2001-2003 : Les Années campus (Undeclared) : Ron Garner (17 épisodes)
- 2003 : Dawson (Dawson's Creek) : Bob (saison 6 épisode 13 : Un taxi pour la route (Rock Bottom), amant d'un soir d'Audrey Liddell)
- 2006 : Help Me Help You : Seth (1 épisode)
- 2007 et 2009 : Saturday Night Live : lui-même - hôte / personnages variés (2 épisodes)
- 2012 : Kenny Powers : Texas Pitcher (saison 3, épisode 8)
- 2013 : The Mindy Project : Sam (saison 1, épisode 16)
- 2013 : Arrested Development : Young George Bluth Sr. (saison 4)
- 2014 : Mon comeback : lui-même (saison 2, épisode 3 et 4)
- 2018 : Future Man : Susan (saison 2, épisode 13)
- 2022 : Pam and Tommy : Rand Gauthier
- 2023 : Platonic : Will
- 2025 : The Studio : Matthew « Matt » Remick

#### Séries d'animation
- 2009 : Les Griffin (Family Guy) : lui-même (2 épisodes)
- 2009 : Les Simpson (The Simpsons) : Lyle McCarthy (1 épisode : Super Homer)
- 2021-2023 :  Invincible : Allen l'alien (saison 1 et 2)

Clips
- 2011 : Fight For Your Right (Revisited) des Beastie Boys : Mike D

### Producteur
- 2005 : 40 ans, toujours puceau (The 40 Year Old Virgin), de Judd Apatow
- 2006 : En cloque, mode d'emploi (Knocked Up), de Judd Apatow
- 2007 : SuperGrave (Superbad), de Greg Mottola
- 2011 : The Green Hornet, de Michel Gondry
- 2011 : 50/50, de Jonathan Levine
- 2013 : C'est la fin (This Is the End) de lui-même et Evan Goldberg (coproducteurs)
- 2014 : Nos pires voisins (Neighbors) de Nicholas Stoller
- 2014 : L'Interview qui tue ! (The Interview) de lui-même et Evan Goldberg
- 2016 : Nos pires voisins 2 (Neighbors 2) de Nicholas Stoller
- 2016-2019 : Preacher (scénariste, réalisateur et producteur, 4 saisons)
- 2017 : The Disaster Artist de James Franco
- 2019 : Séduis-moi si tu peux ! (Long Shot) de Jonathan Levine
- 2019 : Good Boys de Gene Stupnitsky
- 2019 : The Boys d'Eric Kripke
- 2022 : Pam and Tommy (série télévisée)
- 2022 : The Boys présentent : Les Diaboliques (The Boys Presents: Diabolical) (série d'animation)
- 2023 : Ninja Turtles: Teenage Years (Teenage Mutant Ninja Turtles: Mutant Mayhem) de Jeff Rowe et Kyler Spears
- 2023 : Gen V (série télévisée)
- 2025 : The Studio (série télévisée)

### Scénariste
Cinéma
- 2007 : SuperGrave (Superbad), de Greg Mottola
- 2008 : Drillbit Taylor, garde du corps (Drillbit Taylor), de Steven Brill
- 2008 : Délire express (Pineapple Express), de David Gordon Green
- 2011 : The Green Hornet, de Michel Gondry
- 2012 : Voisins du troisième type (The Watch), d'Akiva Schaffer
- 2013 : C'est la fin (This Is the End) de lui-même et Evan Goldberg
- 2014 : L'Interview qui tue ! (The Interview) de lui-même et Evan Goldberg
- 2016 : Saucisse Party (Sausage Party) de Conrad Vernon et Greg Tiernan
- 2016 : Nos pires voisins 2 de Nicholas Stoller
- 2023 : Ninja Turtles: Teenage Years (Teenage Mutant Ninja Turtles: Mutant Mayhem) de Jeff Rowe et Kyler Spears

Télévision
- 2001 : Les Années campus (Undeclared) (série télévisée) (5 épisodes, 2001-2002)
- 2004 : Da Ali G Show (série télévisée) (6 épisodes)
- 2006 : 1, rue Sésame (Sesame Street) (série télévisée) (27 épisodes)
- 2016 : Preacher
- 2022 : The Boys présentent : Les Diaboliques (The Boys Presents: Diabolical) (série d'animation) (1 épisode)
- 2025 : The Studio (série télévisée)

### Réalisateur
- 2013 : C'est la fin (This Is the End) (coréalisé avec Evan Goldberg)
- 2014 : L'Interview qui tue ! (The Interview) (coréalisé avec Evan Goldberg)
- 2025 : The Studio (série TV) - 10 épisodes (coréalisé avec Evan Goldberg)

## Distinctions
Canadian Comedy Awards (en)
- Récompensé - Personnalité comique canadienne de l'année dans tous les médias (2009)
- Récompensé - Personnalité comique canadienne de l'année dans tous les médias (2008)
- Récompensé - Meilleur scénario[n 1] pour SuperGrave (2008)

Emmy Awards
- Nommé - Meilleure équipe de scénaristes pour un programme musical ou comique[n 2] pour Da Ali G Show (2005)

MTV Movie Awards
- Nommé - Meilleure équipe de film[n 3] pour 40 ans, toujours puceau (2006)
- Nommé - Meilleure performance comique pour En cloque, mode d'emploi (2008)
- Nommé - Meilleure performance pour En cloque, mode d'emploi (2008)
- Nommé - Meilleur combat[n 4] pour Délire express (2009)

Satellite Awards
- Nommé - Meilleur acteur dans un film musical ou de comédie pour En cloque, mode d'emploi (2007)

ShoWest Convention
- Récompensé - Star comique de l'année (2008)

Teen Choice Awards
- Nommé - Meilleure alchimie[n 5] pour En cloque, mode d'emploi (2008)
- Nommé - Meilleur acteur dans un film de comédie pour Délire express et Observe and Report (2009)

Young Artist Awards
- Nommé - Meilleure performance d'une distribution d'ensemble [n 6] dans une série télévisée pour Freaks and Geeks (2000)

## Voix francophones
En version française, plusieurs comédiens doublent Seth Rogen à ses débuts. Ainsi, il est doublé par Pascal Grull dans Freaks and Geeks, Olivier Cordina dans Donnie Darko, Gilles Morvan dans Les Années campus, Sam Salhi dans Présentateur vedette : La Légende de Ron Burgundy et Christophe Lemoine dans Dawson.
Depuis 40 ans, toujours puceau, Xavier Fagnon est sa voix dans la plupart de ses apparitions. Il le retrouve notamment dans En cloque, mode d'emploi, Zack et Miri font un porno, Funny People, The Green Hornet, C'est la fin, Nos pires voisins, L'Interview qui tue !, Steve Jobs, The Twilight Zone : La Quatrième Dimension, American Pickle ou encore Pam and Tommy.
De 2006 à 2010, Bernard Bollet le double dans Toi et moi... et Dupree, Gilles Morvan le retrouve dans SuperGrave, Délire express et Frangins malgré eux, de même que Christophe Lemoine dans 50/50. Par la suite, Julien Kramer le double dans The League et Arrested Development,Yann Guillemot le double dans Kenny Powers et Loïc Houdré dans Burning Love. Emmanuel Gradi est sa voix dans The Mindy Project et Zeroville. Enfin, Frédéric Souterelle le double dans Séduis-moi si tu peux ! et Le Nouveau Muppet Show tandis que Matthieu Albertini le double dans The Disaster Artist.
En version québécoise, Tristan Harvey est la voix récurrente de l'acteur. Il le double notamment dans 40 ans et encore puceau, Grossesse Surprise, Supermalades, Ananas Express, Drôle de monde, Le Frelon vert, 50/50, Les Voisins ou encore Steve Jobs. Il est également doublé par Stéphane Rivard dans L'agent provocateur, Frédéric Desager dans Paul et Bruno Marcil dans L'Artiste du désastre.